# مقاطعة فوبقند
مقاطعة فوبقند هي تقسيم إداري في ولاية بخارى في أوزبكستان. مركزها مدينة فوبقند.